# 格涅夫城堡

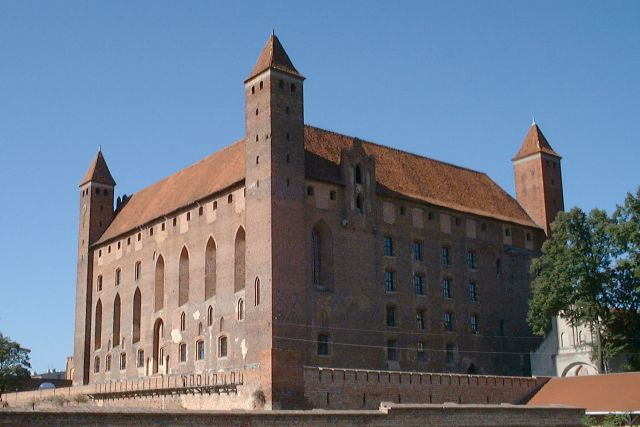
格涅夫城堡

格涅夫城堡（Gniew Castle）是波蘭的一座城堡。這座城堡修建於1290年之後，曾經屬於條頓騎士團。歷史上這座城堡曾經進行過多次擴建。20世紀後期，格涅夫城堡進行了重建。